# Sopote
Sopote is een plaats in de gemeente Žumberak in de Kroatische provincie Zagreb. De plaats telt 7 inwoners (2001).